# Iwan Alexejewitsch Galkin
Iwan Alexejewitsch Galkin (russisch Иван Алексеевич Галкин; * um 1600; †  um 1665) war ein russischer Forschungsreisender.

## Leben
Galkin begann seinen Dienst als Kosak bei seinem Vater, der mit Jermak Timofejewitsch nach Sibirien gekommen war. 1618 war Galkin am Bau des Ostrogs Jenisseisk beteiligt. 1629 wurde er  Ataman der sibirischen Jenissei-Kosaken.
Wassili Bugor kam 1628 mit einem 10-Mann-Kosaken-Kommando aus dem Ostrog Jenisseisk an die Lena, indem er auf der Angara und auf deren Nebenfluss Ilim aufwärts in die Igirma fuhr und mit Portage zum Lena-Nebenfluss Kuta wechselte, auf der er hinab zur Lena fuhr. Galkin fand 1630 mit Hilfe von Tungusen einen neuen Weg zur Lena,  nachdem er vom neuen Jenisseisker Woiwoden Fürst Semjon Schachowskoi zum Einsammler der Kronenzobel-Abgabe am Ilim, Kuta und Lena ernannt worden war und einen Ostrog an der Lena errichten sollte. Galkin gründete mit einem 30-Mann-Kommando am Ilim den Ostrog Ilimsk und fuhr auf dem Ilim zum rechten Nebenfluss Kasatscha, von dessen Oberlauf er mit Portage zur oberen Muka kam. Die Muka mündete in die Kupa und diese in die Kuta, sodass er auf diesen Flüssen zur Lena hinabfuhr.
Als erster Europäer befuhr Galkin 1631 den Oberlauf der Lena und richtete an der Kuta-Mündung ein Winterlager ein, aus dem die Stadt Ust-Kut entstand. Ebenso fuhr er im selben Jahr die Angara und den Jenissei hinunter und von dessen Mündung an der Küste zur Ob-Mündung.
Galkin wurde 1633 Regierungsbeauftragter für den Lena-Ostrog Jakutsk und 1634 Vertreter Pjotr Beketows, der 1632 den Ostrog gegründet hatte. Im Januar und Februar 1634 nahm Galkin an der Verteidigung Jakutsks gegen Jakuten teil. An der Wiljui-Mündung unterdrückte er die Ausschreitungen des Mangasejaer Kosaken-Kommandos Iwan Korytows. 1635 organisierte Galkin eine Expedition an den Wiljui, den Aldan und die untere Lena zur Einsammlung der Kronenzobel-Abgaben und die Etablierung der russischen Herrschaft durch das Leisten der Treue-Eide. 1636 verlegte er den Lena-Ostrog an einen neuen Ort. 1637 wurde er Verwalter des Ostrogs. Er widerstand der zweiten Belagerung durch die Jakuten, aber er konnte nicht verhindern, dass sie sich am Wiljui und an der oberen Jana ansiedelten. Im Februar 1638 wurde unabhängig von der Woiwodschaft Jenisseisk die Woiwodschaft Jakutsk eingerichtet.
Galkin umrundete 1648 den Baikalsee von Norden her und gründete den Ostrog Bargusin. Auf diesem Weg zog dann eine Expedition mit Iwan Pochabow nach Urga. 1649 stießen Galkins Kosaken unter der Führung Jakow Pochabows bis zur Schilka vor. Galkin blieb zwei Jahre lang in Bargusin und sorgte für eine umfangreiche Ackerbauwirtschaft. Später war er wiederholt als Regierungsbeauftragter dort. 1650 löste ihn der Ataman Wassili Kolesnikow ab.
Galkin kam 1652 an die Zipa und gründete am Bauntsee den Ostrog Baunt. In den 1660er Jahren stand er auf der Liste der Dienstpflichtigen in Jenisseisk.
Galkins Söhne Andrei, Ossip und Nikifor dienten ebenfalls in Sibirien.
In Ust-Kut wurde 2011 ein Galkin-Denkmal enthüllt und eine Straße nach ihm benannt.